# Bertoncourt
Bertoncourt è un comune francese di 143 abitanti situato nel dipartimento delle Ardenne nella regione del Grand Est.

## Storia

### Simboli
Lo stemma comunale è stato adottato il 13 ottobre 1998.

## Società

### Evoluzione demografica
Abitanti censiti